# Jacob Kelly
Pour les articles homonymes, voir Kelly.
Jacob Kelly, né le 29 août 1999, est un coureur cycliste barbadien. Ses frères Jesse et Joshua sont également coureurs cyclistes.

## Biographie
En 2016, Jacob Kelly devient champion de la Barbade du contre-la-montre juniors. L'année suivante, il est médaillé d'argent au championnat de la Caraïbe du contre-la-montre juniors, aux Bermudes. Il court également en Espagne dans l'équipe Cidade de Lugo-Esturión.
Aux championnats de la Barbade de 2018, Jacob Kelly termine tout d'abord deuxième du contre-la-montre, à seulement une demi-seconde de son grand frère Joshua. Le lendemain, il prend sa revanche en remportant le titre national en ligne.

## Palmarès et résultats

### Par année
- 2016
  -  Champion de la Barbade du contre-la-montre juniors
- 2017
  -  Médaillé d'argent du championnat de la Caraïbe du contre-la-montre juniors
- 2018
  -  Champion de la Barbade sur route
  - 2e du championnat de la Barbade du contre-la-montre
  -  Médaillé de bronze du championnat de la Caraïbe du contre-la-montre espoirs
- 2021
  -  Champion de la Barbade du contre-la-montre
- 2022
  -  Champion de la Barbade du contre-la-montre
- 2023
  - 2e du championnat de la Barbade du contre-la-montre
- 2024
  -  Champion de la Barbade du contre-la-montre
- 2025
  -  Champion de la Barbade du contre-la-montre

### Classements mondiaux
| Année                                 | 2021  | 2022  | 2023  | 2024  |
| ------------------------------------- | ----- | ----- | ----- | ----- |
| Classement mondial                    | 1111e | 1307e | 1443e | 1608e |
| UCI America Tour                      | 156e  | 171e  | nc    | nc    |
|                                       |       |       |       |       |
| Légende : nc = non classéSource : UCI |       |       |       |       |